# Вымно (озеро, Витебский район)
Вы́мно (бел. Вы́мна) — озеро в Витебском районе Витебской области в бассейне реки Каспля.

## Географическое положение
Озеро Вымно располагается в 26 км к северо-востоку от Витебска. На берегу озера расположены деревни Вымно, Рыбаки, Тадулино, Слобода.

## Характеристика
Площадь поверхности озера составляет 2,1 км². Длина — 2,95 км, наибольшая ширина — 1,09 км. Длина береговой линии — 7,6 км. Наибольшая глубина — 9,6 м, средняя — 5,3 м. Объём воды в озере — 11,12 млн м³.
Водосбор площадью 97,8 км² пологоволнистый, сложен из суглинков и супесей, преимущественно распаханный. Котловина ложбинного типа, вытянута с севера на юг. Склоны котловины высотой 5—8 м, умеренно крутые, поверху распаханные. Береговая линия слабоизвилистая. Берега низкие, песчаные, поросшие кустарником. На западе берега абразивные, сливающиеся со склонами. Мелководье узкое, песчаное, резко переходящее в плоское глинистое ложе. Глубины до 2 м занимают около 20 % площади озера.
Минерализация воды превышает 200 мг/л, прозрачность составляет 1,5 м.
Озеро Вымно эвтрофное, слабопроточное. Растительность развита слабо и занимает вдоль берега полосу шириной от 20 до 90 метров.
Через озеро протекает река Вымнянка — левый приток Каспли.
В озере обитают щука, лещ, окунь, плотва, краснопёрка, линь и другие виды рыб. Производится промысловый лов рыбы. Организовано платное любительское рыболовство и рзрешена подводная охота.
В окрестностях озера обитает обыкновенная пустельга, занесённая в Красную книгу Республики Беларусь.